# Bắc Yên
Bắc Yên là huyện miền núi thuộc tỉnh Sơn La, Việt Nam.

## Địa lý
Huyện Bắc Yên nằm ở phía đông bắc của tỉnh Sơn La, nằm cách thành phố Sơn La khoảng 100 km, cách trung tâm thủ đô Hà Nội khoảng 193 km, có vị trí địa lý:
- Phía đông giáp thị xã Mộc Châu và huyện Phù Yên
- Phía tây giáp huyện Mai Sơn
- Phía nam giáp huyện Yên Châu
- Phía bắc giáp huyện Mường La và huyện Trạm Tấu, tỉnh Yên Bái.

Huyện có đặc điểm địa hình và khí hậu đa dạng: độ cao trung bình so với mặt biển là 1.000m, có đỉnh Tà Xùa cao 2.865m; địa hình chia cắt, nhiều núi cao, vực sâu, độ dốc lớn; 85% diện tích có độ dốc hơn 25 độ. Có Sông Đà chảy theo hướng Tây Bắc - Đông Nam qua 6 xã, 46 bản của huyện, ngoài ra còn có nhiều sông suối nhỏ khác có tiềm năng phong phú cho phát triển hệ thống thủy điện vừa và nhỏ. Hệ thống giao thông đường thủy thuận lợi cho lưu thông hàng hoá, vận tải...
Bắc Yên có tiềm năng lớn để phát triển các ngành nghề nông lâm nghiêp, đặc biệt là phát triển rừng nguyên liệu. Đặc sản của huyện là chè Tà Xùa, táo rừng (sơn tra), cá hồi,...

## Lịch sử
Huyện Bắc Yên được thành lập ngày 20 tháng 10 năm 1964 trên cơ sở tách ra từ huyện Phù Yên, khi đó gồm có 8 xã: Chim Vàn, Hang Chú, Làng Chếu, Pắc Ngà, Phiêng Ban, Song Pe, Tà Xùa và Xím Vàng.
Ngày 27 tháng 12 năm 1975, sau khi giải tán Khu tự trị Tây Bắc, huyện Bắc Yên lại chuyển về tỉnh Sơn La quản lý.
Ngày 16 tháng 1 năm 1979, chia xã Phiêng Ban thành 2 xã: Hồng Ngài và Phiêng Ban.
Ngày 13 tháng 3 năm 1979, sáp nhập các xã Tạ Khoa, Chiềng Sại, Mường Khoa và Phiêng Côn của huyện Yên Châu vào huyện Bắc Yên.
Ngày 20 tháng 8 năm 1999, thành lập thị trấn Bắc Yên (thị trấn huyện lỵ huyện Bắc Yên) trên cơ sở 892 ha diện tích tự nhiên và 4.240 nhân khẩu của xã Phiêng Ban.
Ngày 17 tháng 4 năm 2008, Chính Phủ ban hành nghị định 47/2008/NĐ-CP, theo đó:
- Thành lập xã Háng Đồng trên cơ sở điều chỉnh 13.108 ha diện tích tự nhiên và 2.017 nhân khẩu của xã Tà Xùa
- Thành lập xã Hua Nhàn trên cơ sở điều chỉnh 3.536 ha diện tích tự nhiên và 1.798 nhân khẩu của xã Tạ Khoa; 2.321 ha diện tích tự nhiên và 1.259 nhân khẩu của xã Mường Khoa.

Huyện Bắc Yên có 1 thị trấn và 15 xã như hiện nay.

## Hành chính
Bắc Yên có 16 đơn vị hành chính cấp xã trực thuộc, bao gồm thị trấn Bắc Yên (huyện lỵ) và 15 xã: Chiềng Sại, Chim Vàn, Hang Chú, Háng Đồng, Hồng Ngài, Hua Nhàn, Làng Chếu, Mường Khoa, Pắc Ngà, Phiêng Ban, Phiêng Côn, Song Pe, Tạ Khoa, Tà Xùa, Xím Vàng.

## Du lịch
Huyện Bắc Yên có tiềm năng và ngày càng phát triển về du lịch tự túc và nghỉ dưỡng, với các điểm nổi bật như vùng núi Tà Xùa nằm trong các xã Tà Xùa, Háng Đồng, Làng Chếu, Xím Vàng, Hang Chú; đồi Pu Nhi thuộc xã Phiêng Ban;...